# Mohnyin (distrito)

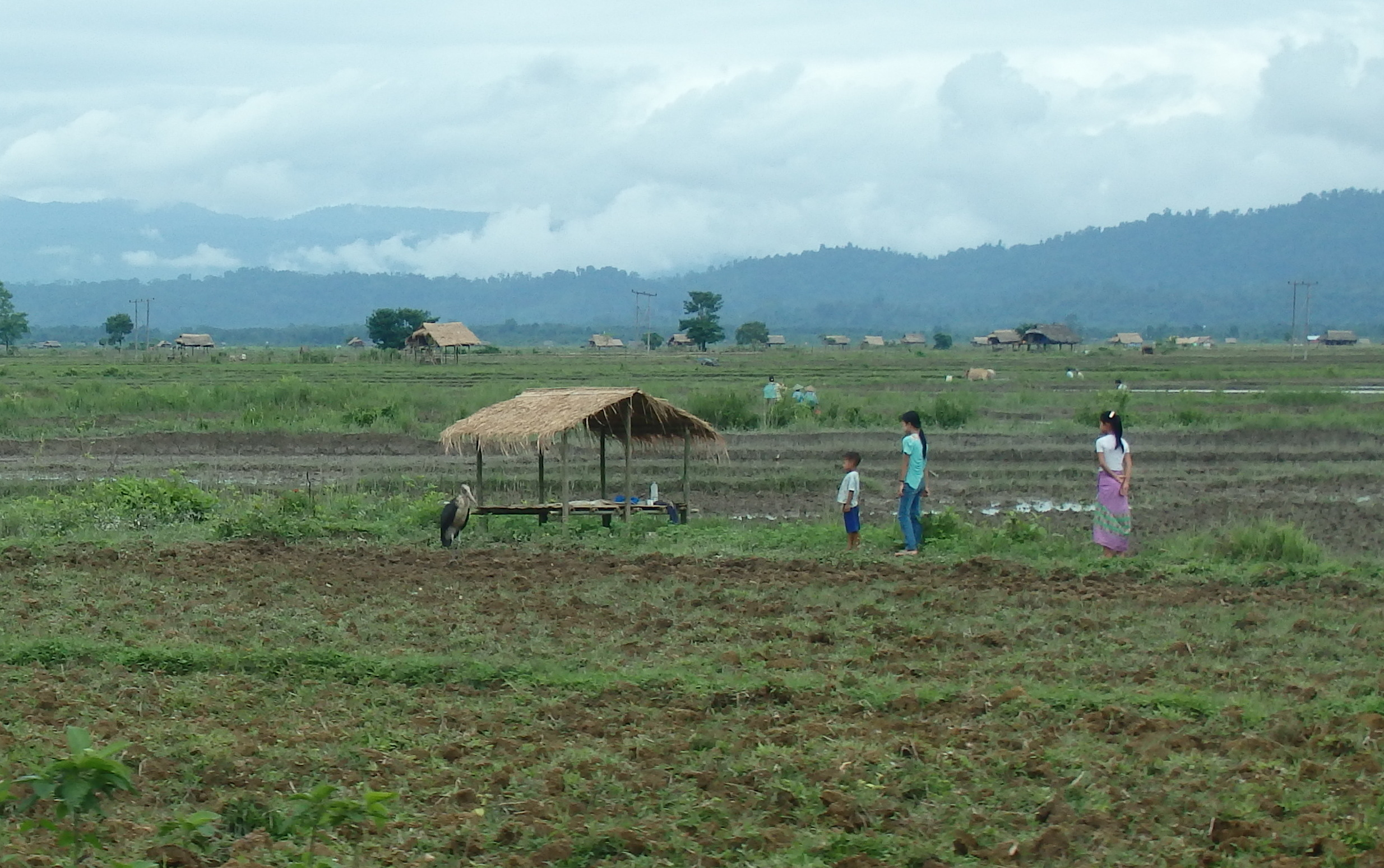
Campo do distrito de Mohnyin.

O distrito de Mohnyin (em birmanês: မိုးညှင်းခရိုင်) é um distrito do estado de Cachim, no norte da Birmânia (Myanmar). O centro administrativo é Mohnyin.

## Municípios
O distrito contém os três seguintes municípios:
- Município de Mongyaung
- Município de Mohnyin
- Município de Hpakant (município de Kamaing)